# Хаджикадунич, Деннис
Деннис Хаджикадунич (швед. и босн. Dennis Hadžikadunić; род. 9 июля 1998, Мальмё) — боснийский и шведский футболист, защитник клуба «Ростов». Игрок национальной сборной Боснии и Герцеговины.

## Биография

### Клубная карьера
Воспитанник клуба «Олимпик». С 2012 года находился в структуре «Мальмё», выступал за юношеские команды. С сезона 2016 года привлекался к тренировкам с основной командой. 30 октября 2016 года дебютировал в шведском первенстве в поединке против «Ефле», выйдя на замену на 66-й минуте вместо Кари Арнасона. 
В июле 2018 года подписал пятилетний контракт с клубом «Ростов». Дебютировал за ростовчан 10 ноября в матче против московского «Динамо». 8 июля 2020 года он забил свой первый гол за клуб в матче против «Уфы». 10 марта 2022 года вместе с другими легионерами клуба воспользовался правом ФИФА приостановить контракт с «Ростовом» без какой-либо компенсации.
В марте 2022 года он был отправлен в аренду до конца сезона в свой бывший клуб «Мальмё».
В январе 2023 года подписал с арендное соглашение с «Мальоркой» до конца сезона.
В июле 2023 года был отдан в аренду в немецкий «Гамбург» до конца сезона. В июле 2024 года его аренда была продлена еще на один сезон. По итогам сезона 2024/2025 помог «Гамбургу» вернуться в Бундеслигу после 7 лет отсутствия.

### Карьера в сборной
Играл в юношеских сборных Швеции, являлся основным игроком. Несмотря на то, что Хаджикадунич представлял Швецию на всех молодёжных уровнях, он решил играть за Боснию и Герцеговину на взрослом уровне.

## Достижения
- Чемпион Швеции: 2017
- Обладатель Кубка Швеции: 2022